# Idris kuruanus
Idris kuruanus är en stekelart som först beskrevs av Mani och Durgadas Mukerjee 1976.  Idris kuruanus ingår i släktet Idris och familjen Scelionidae. Inga underarter finns listade i Catalogue of Life.